# Janov (Litvínov)
Janov (německy Johnsdorf) je místní část severočeského města Litvínov v okrese Most v Ústeckém kraji. Nachází se v podhůří Krušných hor v nadmořské výšce 286 metrů, asi 3,5 km západně od centra města Litvínova. Janovem protéká Janovský potok a potok Loupnice, který jej dělí od další místní části Hamr. Z Janova vede silnice III. třídy 2543 přes Křížatky k hraničnímu přechodu Mníšek. Janovem rovněž prochází silnice III. třídy č. 0133 z Litvínova do Horního Jiřetína (Podkrušnohorská ulice), která jej rozděluje na starší původní zástavbu nacházející se jižně od silnice a novější, panelové sídliště vystavěné v sedmdesátých letech 20. století severně nad silnicí. Od devadesátých let na sídlišti rostla koncentrace Romů, což vedlo ke zhoršení veřejného pořádku a na podzim 2008 k velkým demonstracím extremistů a tvrdým střetům s policií, které získaly Janovu celonárodní proslulost.

## Název
Název Janov je odvozen z osobního jména Jan ve významu Janův dvůr. V historických pramenech se jméno objevuje ve tvarech: Jansdorf (1386, 1393, 1437), Jansdorff (1421, 1437), Janovic (1437), z Janowa (1437), w Jansdorfie (1455), de Jansdorff (1457), Janowa (1530) a Janowie (1585).

## Historie
První písemná zmínka o Janovu pochází z roku 1354, kdy jej držel Jan Kerunk z Lomu, který patřil mezi rýzmburské vazaly. Rýzmburkové prodali roku 1398 své panství včetně Janova míšeňském markraběti a brzy nato jej drželi Gablenzové. Kolem roku 1425 byl Janov s poplužním dvorem nějaký čas v majetku města Mostu, v roce 1450 však již byl majetkem saského vévody, který ho dal v léno Hansi z Rechenbergu. Roku 1459 ale díky Chebskému míru připadl Janov zpět českému království. Od roku 1505 byli majiteli Horního Litvínova páni z Jahnů, k jejichž panství patřil i Janov. V roce 1589 prodala Anna z Jahnů celé panství včetně Janova Vilému z Lobkovic. V roce 1590 je majitelem Janova zmiňován Adolf z Hartiče. Roku 1595 získalo pozemky v horní části Janova v Hamerském údolí město Most.
Druhá, jižní část Janova je pevně svázána s existencí tvrze, která vystřídala mnoho majitelů. Hartičové z Hartiče byli protestanti a proto jim byl majetek po bělohorské porážce zkonfiskován a v roce 1623 jej získal španělský šlechtic a komisař pohraničních cel Jacob Bruno. Vdova po něm Ludmila se provdala za Martina hraběte Michnu z Vacínova. V roce 1678 nechal tehdejší pán, Vilém Václav František Michna z Vacínova, stavět na novém místě zámek, který měl být obklopen velkou oborou. Tento areál ale nebyl zcela dokončen, zřejmě kvůli úmrtí majitele, zámecká budova je ale zachována dodnes. Roku 1726 prodala Anna Barbora Michnová provdaná Kolovratová-Krakovská svoji část Janova městu Most, které se tak stalo až do roku 1848 majitelem celé vesnice. Po roce 1850 se Janov stal samostatnou obcí, ke níž byly připojeny osady Křížatky a Lounice.
V roce 1821 byla na místě bývalé obory zřízena první malá uhelná šachta. V obci se také rozšířilo pěstitelství ovocných stromů. Město Most zřídilo v zámku správu svého polesí a provozovalo v Janově městské zahradnictví. V roce 1879 byl dokonce zřízen spolek pro pěstitele z Janova a Hamru.
Roku 1871 byla zprovozněna Duchcovsko-podmokelská dráha (zrušena ve druhé polovině 20. století) a v Janově byla zřízena zastávka. Na konci 19. století zde byla postavena továrna na výrobu hraček, mohovití majitelé z okolí si zde začali stavět soukromé vily. V roce 1901 začala jezdit do Janova tramvaj z Litvínova (zrušena roku 1955). V letech 1911-1914 byla v údolí nad Janovem vybudována Vodní nádrž Janov.
V roce 1963 byl se Janov stal osadou a byl i s Křížatkami a Lounicemi připojen k Hamru. V roce 1986 se Hamr i s osadami stal součástí města Litvínova. V Janově se nachází velká pekárna založená v padesátých letech 20. století a sídlí zde Ústav sociální péče Litvínov – Janov.

### Sídliště Janov
V sedmdesátých letech 20. století proběhla asanace části Janova a na jejím místě bylo na přelomu sedmdesátých a osmdesátých let vystavěno sídliště pro obyvatele vesnic zničených těžbou uhlí. Sídliště bylo nejprve velice vyhledávanou lokací na bydlení pro VIP zájemce. Jenže se po letech VIP obyvatelé soustředili na jinou část Litvínova. Následně se do Janova stěhovali chudší obyvatelé. V devadesátých letech Litvínov sídlištní domy zprivatizoval. Firmy, které je koupily, do nich začaly stěhovat romské nájemníky ze severních Čech, Prahy aj., ať problémové, nebo od nichž potřebovali uvolnit lukrativní nemovitosti; neromští obyvatelé naopak odcházeli. Rychle se vytvořilo „ghetto“ charakterizované nepořádkem v ulicích, hlukem, rušením nočního klidu.

### Demonstrace a střety na podzim 2008
Ve dnech 18. října a 17. listopadu 2008 se na litvínovském náměstí Míru konaly dvě, podle hodnocení médií, velké demonstrace nacionalistů a občanů Litvínova organizované Dělnickou stranou. Po skončení akce konané dne 17. listopadu 2008 se vydala část účastníků na pochod od náměstí směrem k sídlišti Janov. Pochod byl zastaven policií před vstupem na sídliště u kruhového objezdu a následně došlo k zásahu složek policie proti účastníkům pochodu.

## Obyvatelstvo
Při sčítání lidu v roce 1921 ve vsi žilo 1 253 obyvatel (z toho 606 mužů), z nichž bylo 47 Čechoslováků, 1 177 Němců a 29 cizinců. Výrazná většina se hlásila k římskokatolické církvi, 32 lidí bylo evangelíky, čtyři patřili k církvi československé, jeden k nezjišťovaným církvím a patnáct lidí bylo bez vyznání. Podle sčítání lidu z roku 1930 měla vesnice 1 399 obyvatel: 55 Čechoslováků, 1 332 Němců a dvanáct cizinců. Počet lidí bez vyznání vzrostl na 66, evangelíků bylo 42, k církvi československé se hlásili dva obyvatelé, jeden k nezjišťovaným církvím a většina 1 288 lidí byla římskými katolíky.
|                                                     | 1869 | 1880 | 1890 | 1900  | 1910  | 1921  | 1930  | 1950  | 1961 | 1970  | 1980  | 1991  | 2001  | 2011  |
| --------------------------------------------------- | ---- | ---- | ---- | ----- | ----- | ----- | ----- | ----- | ---- | ----- | ----- | ----- | ----- | ----- |
| Obyvatelé                                           | 664  | 808  | 996  | 1 153 | 1 282 | 1 253 | 1 399 | 1 019 | 914  | 1 043 | 5 034 | 6 710 | 6 944 | 5 571 |
| Domy                                                | 101  | 108  | 113  | 126   | 132   | 154   | 184   | 175   | 179  | 160   | 207   | 228   | 254   | 277   |
| Počet domů z roku 1961 zahrnuje také domy Křížatek. |      |      |      |       |       |       |       |       |      |       |       |       |       |       |

## Doprava
Dopravní spojení Janova s okolními obcemi zajišťuje Dopravní podnik měst Mostu a Litvínova autobusovými linkami.

## Rodáci
- Bratři Eugen Jettel a Wladimir Jettel, krajinomalíři druhé poloviny 19. století a začátku 20. století